# تاريخ تكنولوجيا صناعة الأفلام

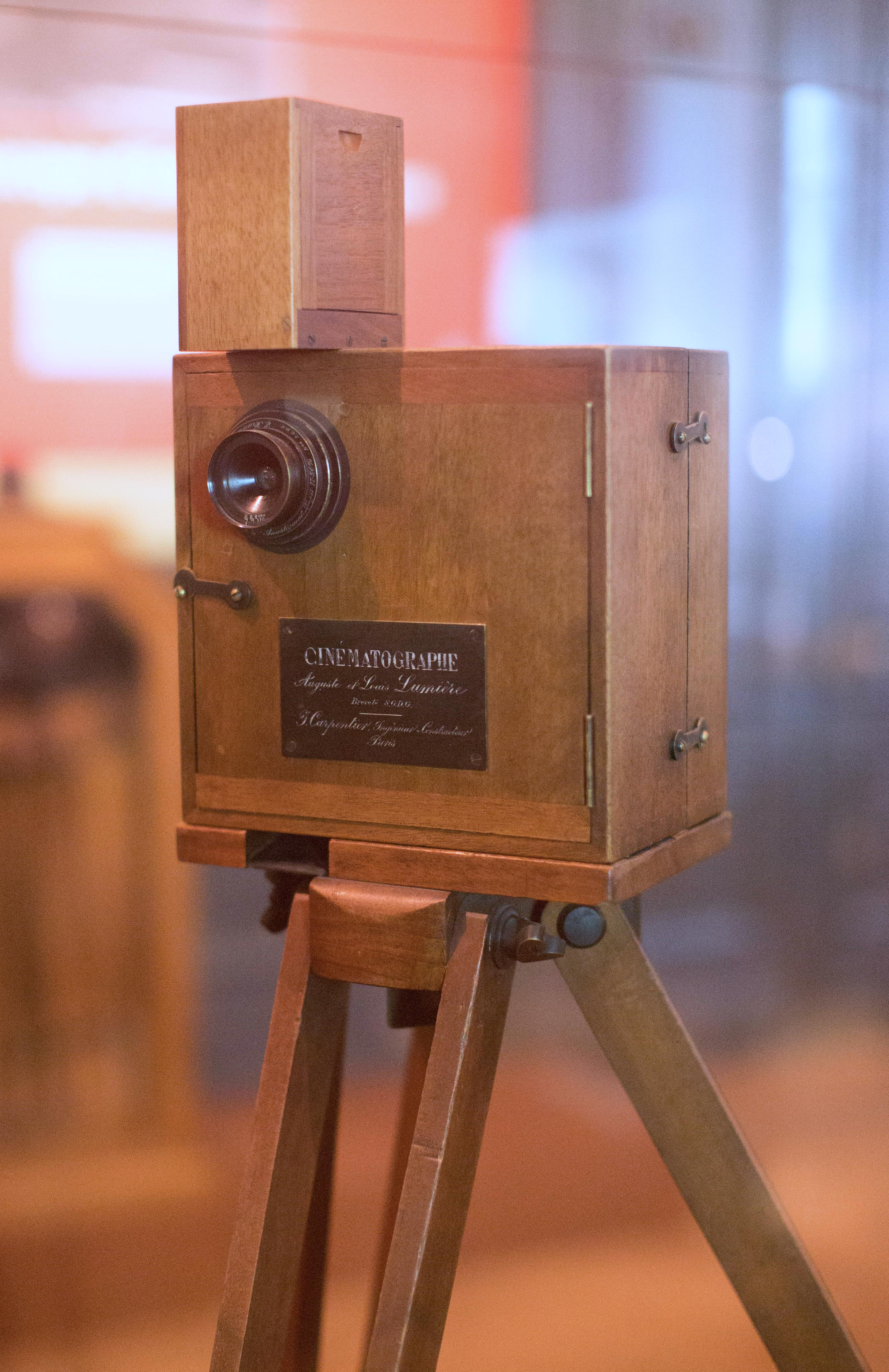

يتتبع تاريخ تكنولوجيا صناعة الأفلام تطور تقنيات تسجيل أو عرض الأفلام. ظهرت تقنيات مرتبطة بتكنولوجيا صناعة الأفلام مثل تحريك الصور باستعمال الستروبوسكوب والتصوير الفوتوغرافي والستريوسكوب بين عامي 1825 و1840. عمل العديد من المهندسين والمخترعين لعدة عقود بعد ذلك على الجمع بين هذه التقنيات الجديدة وتقنية الإسقاط باستعمال البروجكتور الأقدم لإنشاء وهم متكامل أو لتوثيق الواقع. تضمنت هذه الطموحات عادةً التصوير الفوتوغرافي الملون، ويبدو أن إدخال الفونوغراف إلى هذه التكنولوجيا قد وعد بإضافة تسجيلات صوتية متزامنة (السينما الناطقة). أُنشئت أولى عروض التصوير السينمائي القصيرة الناجحة بين عامي 1887 و1894. حصل أضخم وأشهر تقدم شعبي للتكنولوجيا في عام 1895 مع ظهور أول الأفلام المعروضة بواسطة جهاز الإسقاط والتي استمرت لأكثر من 10 ثوانٍ. استمرت هذه الأفلام في البداية نحو 50 ثانية وبقيت تفتقر إلى تزامن الصوت والألوان الطبيعية، في حين اعتُبر هذا النوع من الأفلام عامل جذب جديدًا في هذه الصناعة. عُززت الأفلام بالصوت والألوان خلال القرن العشرين، وسرعان ما تطورت لتصبح إحدى أهم أدوات التواصل والترفيه. ظهر إنجاز الصوت المتزامن في نهاية عشرينيات القرن العشرين، في حين ظهرت الأفلام السينمائية الملونة بالكامل في ثلاثينيات ذلك القرن (على الرغم من استمرار شيوع أفلام الأبيض والأسود لعدة عقود). استعملت مستشعرات الصور الرقمية وأجهزة العرض (البروجكتور) تقنيات التصوير السينمائي الرقمي بدلًا من الأفلام العادية المادية في كلا طرفي سلسلة الإنتاج بحلول بداية القرن الحادي والعشرين.
وُجدت تقنيات الأفلام ثلاثية الأبعاد منذ البداية، ويبدو أنها أصبحت خيارًا نموذجيًا في قاعات السينما في العقود الأولى من القرن الحادي والعشرين.
ترتبط تقنيات التلفاز والفيديو وألعاب الفيديو ارتباطًا وثيقًا بالأفلام، ولكن يُنظر إليها تقليديًا على أنها وسائط مختلفة. غالبًا ما اعتُبرت تاريخيًا على أنها تهديد واجه صناعة الأفلام في دور السينما. تسبب ظهور وسائل الإعلام الجديدة والرقمنة في إنشاء جوانب متداخلة وتحولات في الأفكار المتعلقة بتعريف الفيلم. لا يُعرض الفيلم ببث مباشر عادةً إذ يكون إصدارًا منفصلاً لا يمثل أي جزء من أي جدول منتظم، وذلك في سبيل تمييزه عن التلفاز. نادرًا ما تكون «الأفلام» تفاعلية على عكس ألعاب الكمبيوتر. كان الفرق بين الفيديو والأفلام واضحًا من البيئة والآلية المستخدمة لتسجيل الصور وعرضها، ولكنهما رُقما على حد سواء، وبالكاد بقي أي اختلاف تكنولوجي بينهما. يشير مصطلح «فيلم» في الغالب إلى إنتاجات طويلة وكبيرة نسبيًا يمكن (لعدة أشخاص في نفس الوقت) الاستمتاع بها على أفضل وجه في قاعة سينما بغض النظر عن بيئته، بينما يستخدم مصطلح «فيديو» في الغالب للإشارة إلى إنتاجات أقصر وأصغر، ومخصصة للعرض المنزلي أو العروض التعليمية للمجموعات الأصغر.

## الأفلام الملونة

### عملية تراكمية
كان المخترع البريطاني إدوارد ريمون ترنر أول من أوجد نظام أفلام بالألوان الطبيعية، إذ تقدم بطلب للحصول على براءة اختراعه في عام 1899، وحصل عليه بالفعل في عام 1900. تمكن ترنر من إظهار نتائج واعدة ولكن معيبة جدًا من الناحية الميكانيكية في عام 1902.
استخدمت كاميرا ترنر قرصًا دوارًا مكونًا من ثلاثة مرشحات ضوئية للألوان لتصوير فصل الألوان على لفيفة واحدة من فيلم أبيض وأسود. سُجلت صورة مفلترة باللون الأحمر أو الأخضر أو الأزرق على كل صورة شريط متتابعة من الفيلم. عُرضت طبعة الفيلم النهائي، بثلاث صور للشريط في كل مرة، بواسطة مرشحات الألوان الضوئية المتقابلة.
مرر داعم ترنر المالي في ذلك الوقت منتج الأفلام الرائد تشارلز يوربان تطوير العملية إلى جورج ألبرت سميث بعد وفاة ترنر في عام 1903، وبالفعل طور سميث نسخة مبسطة أطلق عليها لاحقًا اسم كينيماكولور بحلول عام 1906. تحتوي كاميرا كينيماكولور على مرشحات ضوئية حمراء وخضراء في فتحات الغالق الدوار، بحيث تُسجل المناظر المفلترة باللون الأحمر والمفلترة باللون الأخضر على صور متتابعة من شريط الفيلم الأبيض والأسود البنكروماتي. عمل جهاز عرض (بروجكتر) كينيماكولور بنفس الطريقة ولكن بالاتجاه المعاكس، إذ أسقط طبعة أشرطة الفيلم الأبيض والأسود بالتناوب من خلال المرشحات الضوئية الحمراء والخضراء في الغالق الدوار.
استعمل كلا الجهازين ضعفي معدل صور الشريط المعتادة لتقليل وميض اللون (المعروف تقنيًا باسم «قصف الألوان») الناتج عن الإسقاط غير المتزامن لمكونَيّ اللون، وهو عيب بالكاد لاحظه بعض المشاهدين ولكن الآخرين وجدوه بارزًا ومحفزًا للصداع. كان هذا العيب المرتبط بكينيماكولور أكثر أوجه القصور وضوحًا في هذه العملية: نظرًا إلى عدم تصوير المكونين في نفس الوقت –كما في حالة أزواج صور الشريط- فإن الأهداف سريعة الحركة لا تتطابق بشكل كاف من إطار إلى آخر عند عرضها على الشاشة، ما يؤدي إلى نشوء «هامش» في اللون أو «أشباح» ملونة بشكل واضح في الحالات القصوى. على سبيل المثال: يظهر الكلب الأبيض الذي يهز ذيله أمام خلفية داكنة في هذه الطريقة وكأنه يملك عدة ذيول، منوعة بين اللون الأحمر واللون الأخضر واللون الأبيض.
دارت أحداث أول فيلم معروض بتقنية كينيماكولور حول رحلة قصيرة مدتها ثماني دقائق بعنوان إي فيسيت تو ذا سيسايد، والذي عُرض تجاريًا في سبتمبر من عام 1908. تعرف الجمهور على كينيماكولور لأول مرة ضمن برنامج مكون من 21 فيلمًا قصيرًا عُرض في 26 فبراير من عام 1909 في سينما بالاس في لندن. شوهدت العملية لأول مرة في الولايات المتحدة في 11 ديسمبر من عام 1909، في معرض نظمه سميث ويوربان في ماديسون سكوير جاردن في نيويورك.
عُرض أول فيلم دراما بتقنية كينيماكولور تحت عنوان تشيكميتيد في عام 1910، وكان أول فيلم وثائقي طويل معروض بهذه التقنية بعنوان ويذ أور كينغ آند كوين ثرو إنديا في عام 1912. رُكبت أجهزة عرض كينيماكولور في 300 قاعة سينما تقريبًا في بريطانيا، وأُنتج 54 فيلمًا دراميًا بهذه التقنية. أُنتجت أربعة أفلام درامية قصيرة بتقنية كينيماكولور في الولايات المتحدة بين عامي 1912 و1913، وفيلم وحيد في اليابان في عام 1914. لم تنجح هذه الشركة على الرغم مما سبق، ويرجع ذلك جزئيًا إلى تكلفة تثبيت أجهزة عرض كينيماكولور الخاصة.
روج ويليام فريز- جرين لتقنية أخرى، وأطلق عليها اسم نظام الألوان المتراكم «بايوكولور». اختلف هذا النظام عن كينيماكولور فقط من حيث التخلص من الحاجة إلى جهاز عرض مجهز بالمرشحات من خلال تلوين صور الشريط البديلة للفيلم نفسه بصباغ أحمر وأخضر. وبالتالي يُمكن استخدام جهاز عرض عادي، إذا كان قادرًا على تحمل أن يُدوّر بمعدل كافٍ. عانت بايوكولور من نفس مشكلة كينيماكولور، وهي وميض لون ملحوظ يتهدب بالأحمر والأخضر عندما يتحرك الهدف بسرعة.
كشف رائد الأعمال السينمائي الفرنسي والمخترع ليون غومون النقاب عن كرونوكروم في عام 1913، وهو نظام تراكم الألوان بشكل كامل. استخدمت الكاميرا ثلاث عدسات مع مرشحات الألوان لتصوير مكونات اللون الأحمر والأخضر والأزرق في وقت واحد على صور متتالية من شريط واحد من فيلم أبيض وأسود 35 ملم. يحتوي جهاز العرض على ثلاثة عدسات متقابلة. قُلل ارتفاع الإطار من أربعة ثقوب معتادة للفيلم إلى ثلاثة ثقوب فقط، بهدف تقليل انحناء الفيلم بعد أن سحبت هذه الآلية في كل جهاز ثلاثة إطارات لكل فيلم في المرة الواحدة، ما أدى إلى تنسيق صورة عريضة متطابقة مع نسبة الامتداد الحديثة 16: 9.
كانت جودة ألوان كرونوكروم مثيرة للإعجاب كما تشهد العينات المتبقية من أفلامها، إذ استطاعت تجنب مشكلة قصف الألوان التي واجهتها كينيماكولور ومشكلة هامش الألوان حول الأجسام المتحركة بسبب الكشف عن الإطارات الثلاثة وإسقاطها في وقت واحد. ومع ذلك، أظهرت الأهداف القريبة جدًا من الكاميرا هامشًا ملونًا عند تركيز إدراج الصور الثلاث المُسقطة على خلفية المشهد، والعكس صحيح، نظرًا إلى عدم قدرة عدسات الكاميرا الثلاث تصوير المشهد من نفس المنظور تمامًا. اختُرعت طريقة لتثلّم الطبعات بهدف حث الضبط التلقائي لبصريات الإسقاط، ولكن بقي إشراف أصحاب الخبرة على العرض ضروريًا. أدى فقدان الضوء بسبب مرشحات الألوان والأبعاد المقيدة لعدسات الإسقاط إلى إظهار صورة باهتة جدًا في صالات العرض الكبيرة ما لم تُستخدم شاشة معدنية عاكسة للغاية أو إسقاط خلفي على شاشة شفافة، ولكن تسبب كل من الحلين في نشوء «نقطة ساخنة» جعلت المشاهدة من الأقسام الجانبية للقاعة غير مرضية للغاية. نادرًا ما عُرضت أفلام هذه التقنية خارج دور غاماونت للسينما، وسرعان ما هُجر هذا النظام.